# Bad Friedrichshall (Stadtteil)
Bad Friedrichshall ist ein Stadtteil der Stadt Bad Friedrichshall im Landkreis Heilbronn im nördlichen Baden-Württemberg. Er umfasst die ehemaligen Gemeinden Kochendorf, Jagstfeld und Hagenbach.

## Geographie
Der Stadtteil Bad Friedrichshall grenzt im Norden an die Stadtteile Duttenberg und Untergriesheim. Im Süden an den Stadtteil Plattenwald.
Im Westen grenzt der Stadtteil an Bad Wimpfen und Untereisesheim, im Osten an Oedheim.

## Geschichte
Die Stadt Bad Friedrichshall entstand in den Jahren 1933 bis 1935 durch den Zusammenschluss der Gemeinden Kochendorf, Jagstfeld und Hagenbach. In der Fläche zwischen diesen Stadtteilen hat sich seitdem mit einem ausgedehnten Gewerbegebiet eine neue Stadtmitte gebildet, durch die Ausweisung eines Baugebiets längs der Hagenbacher Straße zwischen Kochendorf und Hagenbach ist ein geschlossenes Siedlungsgebiet entstanden.
Die Stadt hat in ihrer Hauptsatzung die ehemaligen Gründungsgemeinden gemeinsam als Stadtteil Bad Friedrichshall ausgewiesen, der die Gemarkungen dieser ehemaligen Gemeinden (ohne den 1989 auf Gemarkung Kochendorf entstandenen Stadtteil Plattenwald) umfasst.
Die in der Hauptsatzung ausgewiesenen Stadtteile Bad Friedrichshall, Duttenberg, Untergriesheim und Plattenwald bilden Wohnbezirke für die Unechte Teilortswahl.

### Einwohnerentwicklung
Die folgende Übersicht zeigt die Einwohnerzahlen des Stadtteils Bad Friedrichshall nach dem jeweiligen Gebietsstand.
| Jahr | Einwohner |
| ---- | --------- |
| 1939 | 5.062     |
| 1945 | 5.661     |
| 1950 | 7.300     |
| 1980 | 10.074    |
| 1985 | 10.067    |
| 1990 | 11.013    |
| 1995 | 11.752    |
| 2000 | 12.121    |
| 2005 | 13.014    |
| 2015 | 19.264    |

## Schulen
Im Stadtteil befinden sich die Grundschulen Kochendorf, Jagstfeld und Hagenbach. Außerdem sind hier der Schulverbund Bad Friedrichshall (Otto-Klenert-Schule Bad Friedrichshall) sowie das Friedrich-von-Alberti-Gymnasium.

## Wirtschaft und Infrastruktur

### Verkehr

#### Schienenverkehr und ÖPNV

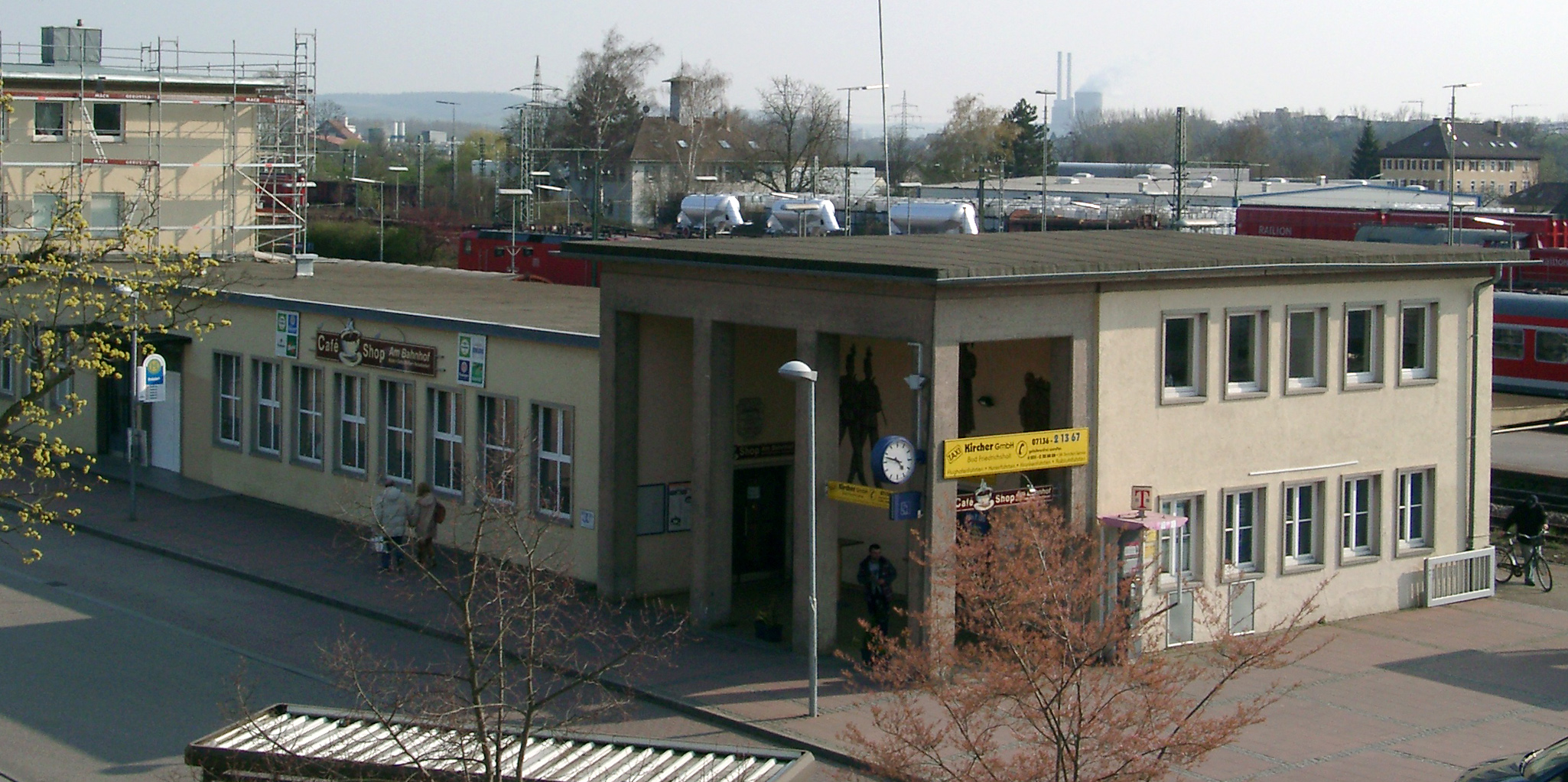
Das Bahnhofsgebäude des Bad Friedrichshaller Hauptbahnhofs

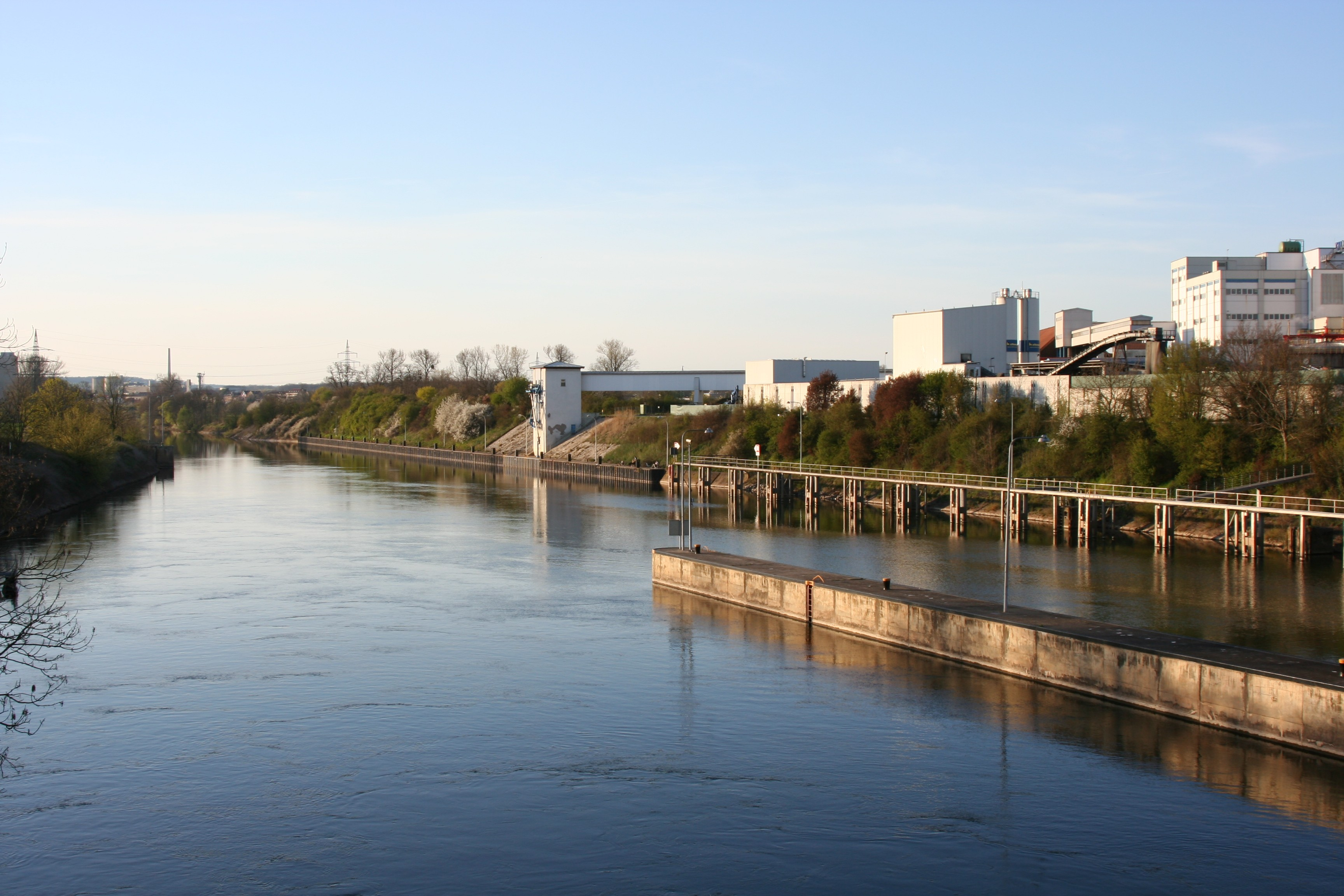
Der Neckarkanal bei der Schleuse in Bad Friedrichshall

Der Bad Friedrichshaller Hauptbahnhof (bis 13. Dezember 2014 Bahnhof Bad Friedrichshall-Jagstfeld) ist ein wichtiger Eisenbahnknotenpunkt, der zwischen 1869 und 1920 auch Grenzbahnhof zwischen den Großherzoglich Badischen Staatseisenbahnen und den Königlich Württembergischen Staats-Eisenbahnen war. Noch heute ist dies an den weit auseinandergezogenen Gleisanlagen erkennbar, da sich das Empfangsgebäude bis zum Zweiten Weltkrieg in der Mitte befand.
Am Hauptbahnhof von Bad Friedrichshall stoßen die Elsenztal- und die Neckartalbahn (von Heidelberg über Sinsheim bzw. über Mosbach) auf die Frankenbahn von Stuttgart nach Würzburg. Darüber hinaus bestand bis 1993 die Untere Kochertalbahn nach Ohrnberg als Privatbahn der WEG.
Der Bahnhof Bad Friedrichshall-Kochendorf ist weiterer Haltepunkt der Frankenbahn, der nur von Regionalbahnen bzw. Stadtbahnen bedient wird. Bis zur Einstellung des Betriebs der Unteren Kochertalbahn im Dezember 1993 bestand der Bahnhof Bad Friedrichshall-Kochendorf Nord.
Seit der Erweiterung des Heilbronner Stadtbahnnetzes im Dezember 2014 wird die Stadt von den sich im Bad Friedrichshaller Hauptbahnhof verzweigenden Stadtbahnlinien S41 und S42 angefahren.
Den Öffentlichen Nahverkehr bedienen diverse Buslinien, die in den Verkehrsverbund HNV integriert sind. Durch diese Linien gibt es aus jedem Stadtteil eine Verbindung zum Hauptbahnhof sowie in die Stadtmitte Bad Friedrichshalls. Durch diesen sogenannten Stadtbusverkehr hat es kein Bürger weiter als 500 Meter zur nächsten Haltestelle.

#### Straßenverkehr
Der Stadtteil Bad Friedrichshall ist durch die Anschlussstellen Bad Friedrichshall Mitte, Bad Friedrichshall Süd und Bad Friedrichshall-Jagstfeld an die auf Stadtgebiet autobahnähnliche Bundesstraße 27 (Blankenburg (Harz)–Schaffhausen) angebunden. Diese verbindet die Stadt direkt mit der Bundesautobahn 6.

#### Schifffahrt
Der Neckar, an dem die Stadt liegt, wurde seit den 1920er-Jahren für die Schifffahrt ausgebaut und teilweise kanalisiert; er ist heute als Bundeswasserstraße eingestuft. Im Südteil der Stadt liegt eine Schleuse des Neckarkanals.

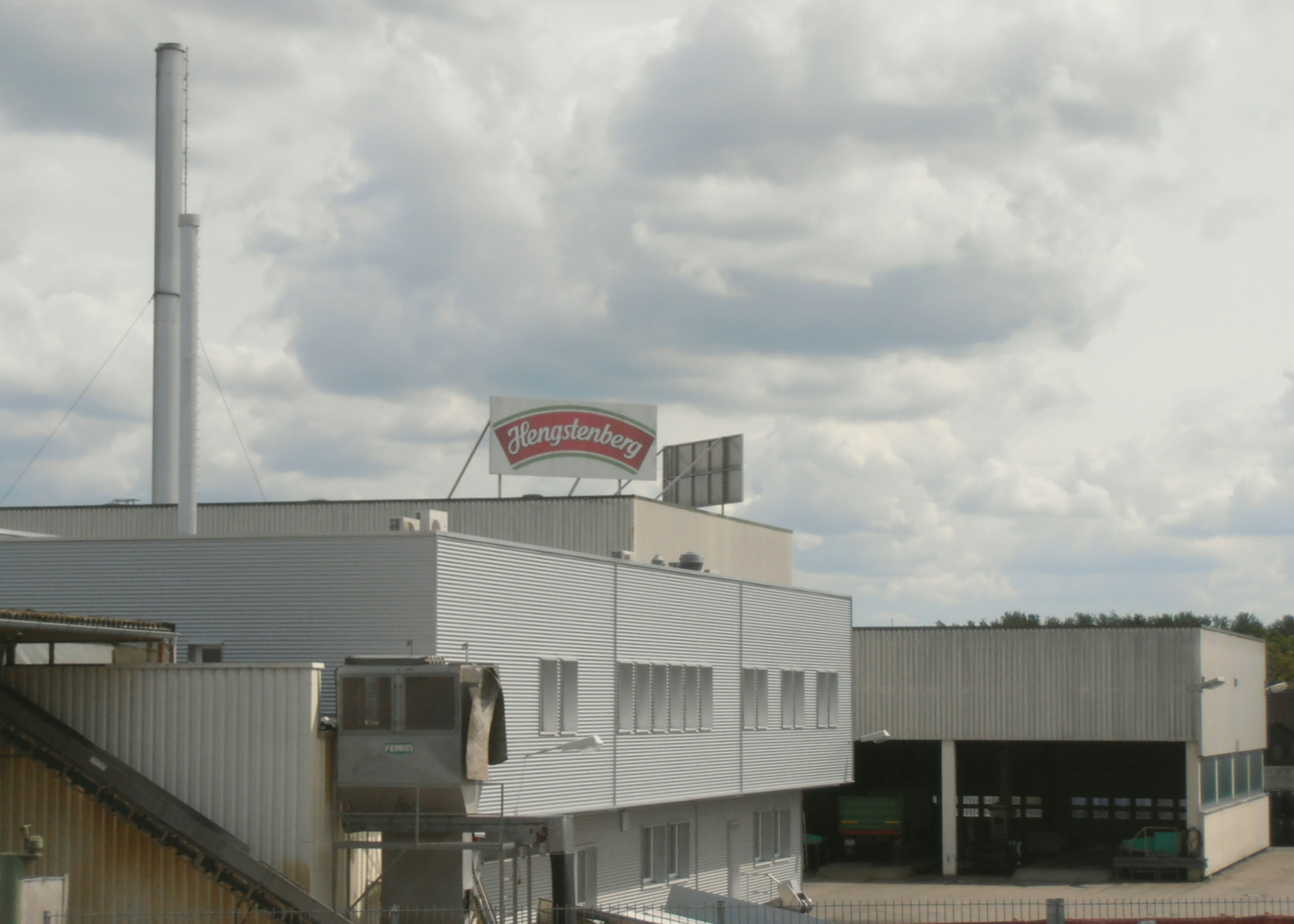
Hengstenberg-Fabrikgelände in Bad Friedrichshall

### Ansässige Unternehmen
Die Südwestdeutsche Salzwerke AG hat von 1899 bis 1994 das Salzbergwerk Kochendorf betrieben und dabei unterhalb von Bad Friedrichshall und Neckarsulm rund 12 Mio. m³ an Hohlräumen geschaffen. Da das Bergwerk nur über einen Schacht verfügt, wurde 1984 eine 3,7 km lange unterirdische Verbindung zur Heilbronner Anlage des gleichen Unternehmens als zusätzliche Evakuierungsmöglichkeit fertiggestellt. Im Jahr 2007 wurde eine zweite Verbindungsstrecke angehauen, über die nach ihrer Fertigstellung Deponiegut in das Heilbronner Feld transportiert wird. Seit 1994 bis voraussichtlich 2015 wird das Bergwerk im Bergversatz mit Schutt, Sondermüll und anderen Abfällen verfüllt. Ein Besucherbergwerk ist jedoch noch geöffnet, zu besichtigen ist hier unter anderem ein denkmalgeschützter unterirdischer Kuppelsaal aus den 1920er-Jahren.
Das Unternehmen Hengstenberg GmbH & Co. KG stellt in Bad Friedrichshall Konserven und Essige her.
In der Produktion automatisierter Lagerhaltungs- und -verwaltungssysteme tätig ist das 1953 in Bad Friedrichshall gegründete Unternehmen Hänel Büro- und Lagersysteme mit Zweigwerken in Wiesentheid und Altstätten in der Schweiz sowie mehreren Auslandsniederlassungen. Zur gleichen Unternehmensgruppe gehört die Zahnradfabrik Hänel, die in Bad Friedrichshall Zahnräder herstellt.
Zu den bedeutenden Unternehmen des Ortes zählte lange Zeit auch die Firma Bachert, die ursprünglich 1745 als Glockengießerei in Dallau gegründet wurde, später aber in Bad Friedrichshall (Ortsteil Kochendorf) ihren Hauptsitz hatte und dort auch im Fahrzeugbau (Feuerwehrgeräte) tätig war, bevor sie ihren Sitz nach Karlsruhe verlegte.